# Mötz

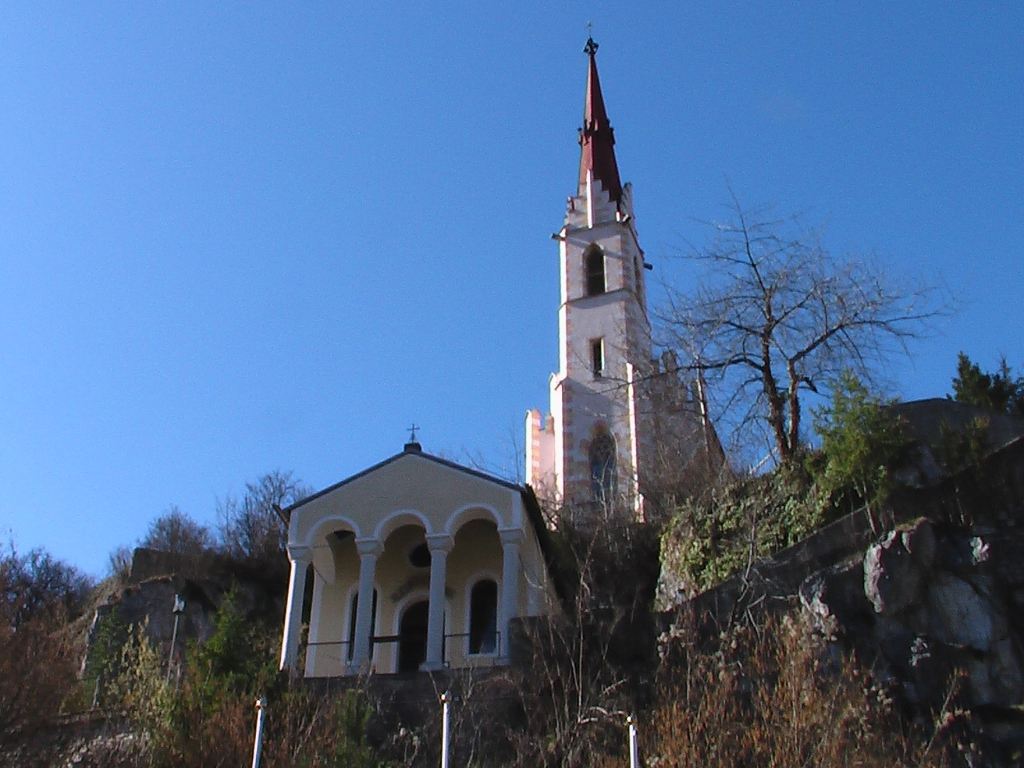
De bedevaartskerk Locherboden bij Mötz

Mötz is een gemeente in het district Imst van de Oostenrijkse deelstaat Tirol.
Mötz ligt in het Oberinntal tussen Telfs en Imst. De gemeente is gelegen ten noorden van de Inn, langs de Klammbach. Vanuit Mötz leidt een weg naar het Mieminger Plateau. De afgelopen decennia is het aantal inwoners sterk gegroeid.

## Geschiedenis
Mötz wordt reeds lang bewoond en werd in de 12e eeuw voor het eerst in een officieel document vermeld. Reeds in 1290 lag er hier een brug over de Inn, wat ertoe leidde dat Mötz een verkeersknooppunt werd en belangrijk werd voor de scheepvaart over de Inn. Tot de Tweede Wereldoorlog behoorde Mötz tot dezelfde gemeente als Mieming, sindsdien is het echter een zelfstandige gemeente.

## Bouwkunst
De nieuwgotische bedevaartskerk Locherboden werd gebouwd in 1896, boven op een rots gelegen boven Mötz. De kerk is onder andere over een in 1935 gebouwde hangbrug over de Inn vanuit Stams bereikbaar.

## Economie en verkeer
De meeste inwoners van Mötz zijn forensen. Dit is mede het gevolg van de goede bereikbaarheid van het dorp. Mötz ligt zowel langs de Inntal Autobahn en de Arlbergspoorlijn. Mötz is via de Mötzer Dorfstraße (L59) aangesloten op de Mötzer Straße (L236). Deze laatste weg zorgt voor een verbinding tussen de Tiroler Straße (B171) en de Mieminger Straße (B189).